# Лопатоноги
Лопатоноги (лат. Scaphiopodidae) — семейство бесхвостых земноводных, обитающих в Северной Америке.

## Описание
Общая длина представителей этого семейства достигает 10 см. Голова короткая, морда почти округлая. Глаза навыкате. Туловище широкое, толстое с короткими ногами. На ногах имеют твёрдые, ороговевшие выступы, которые помогают им копать, откуда и происходит название. Кожа довольно гладкая и влажная, содержит много желёз, выделяющих запах плесени. 
Окраска приспособлена к маскировке в засушливых местах обитания — серая, тускло-зелёная или коричневая, .

## Образ жизни
Населяют засушливые места, полупустыни. Активны ночью или в сумерках, Значительное время проводят под землёй, умело роют норы. Способны длительное время обходиться без воды. Питаются беспозвоночными: мухами, сверчками, гусеницами, пауками, многоножками, дождевыми червями и улитками.

## Размножение
Это яйцекладущие земноводные. Самцы во время брачного периода издают звуки, напоминающие блеяние. Головастики первые дни жизни питаются планктоном, потом становятся плотоядными. Поскольку лопатоноги размножаются на мелководье, то при пересыхания воды, повышении температуры, снижении плотности пищи и скученности головастики прибегают к каннибализму. При этом с ними происходит трансформация: развиваются большие головы, сильные челюстные мышцы и укорачивается кишечник — благодаря этому ускоряются темпы роста головастиков, позволяя увеличить потребление калорий.

## Распространение
Обитают в Северной Америке от южной Канады до южной Мексики.

## Классификация
На октябрь 2018 года в семейство включают 2 рода и 7 видов:
- Scaphiopus Holbrook, 1836 — Лопатоноги (3 видa)
- Spea Cope, 1866 (4 видa)

## Галерея

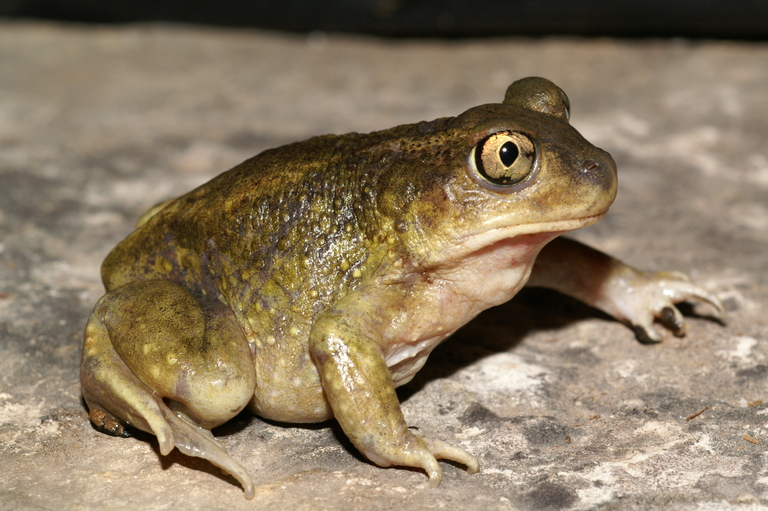
Scaphiopus hurterii
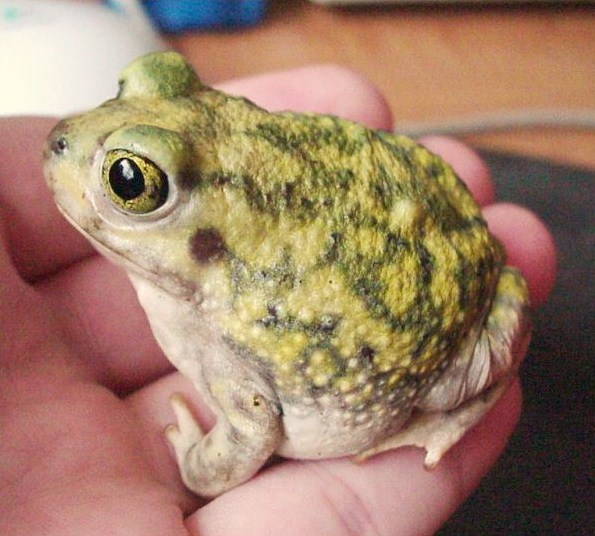
Барашковый лопатоног
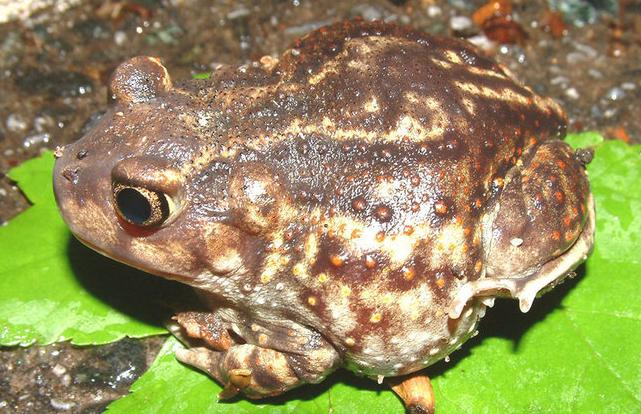
Лопатоног Холбрука
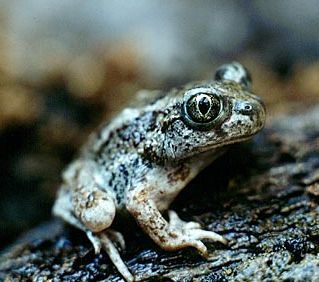
Хриплый лопатоног
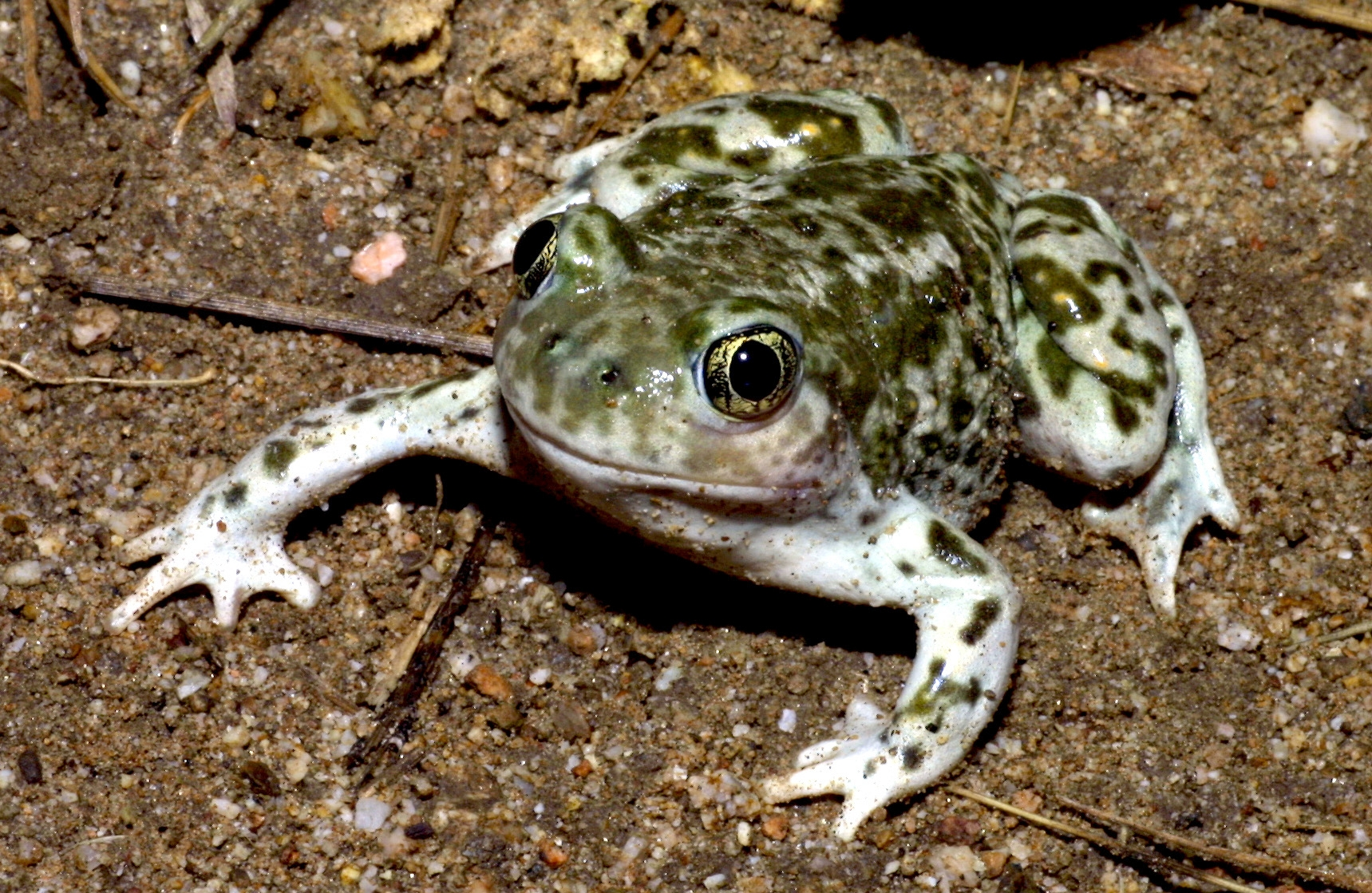
Мурлыкающий лопатоног
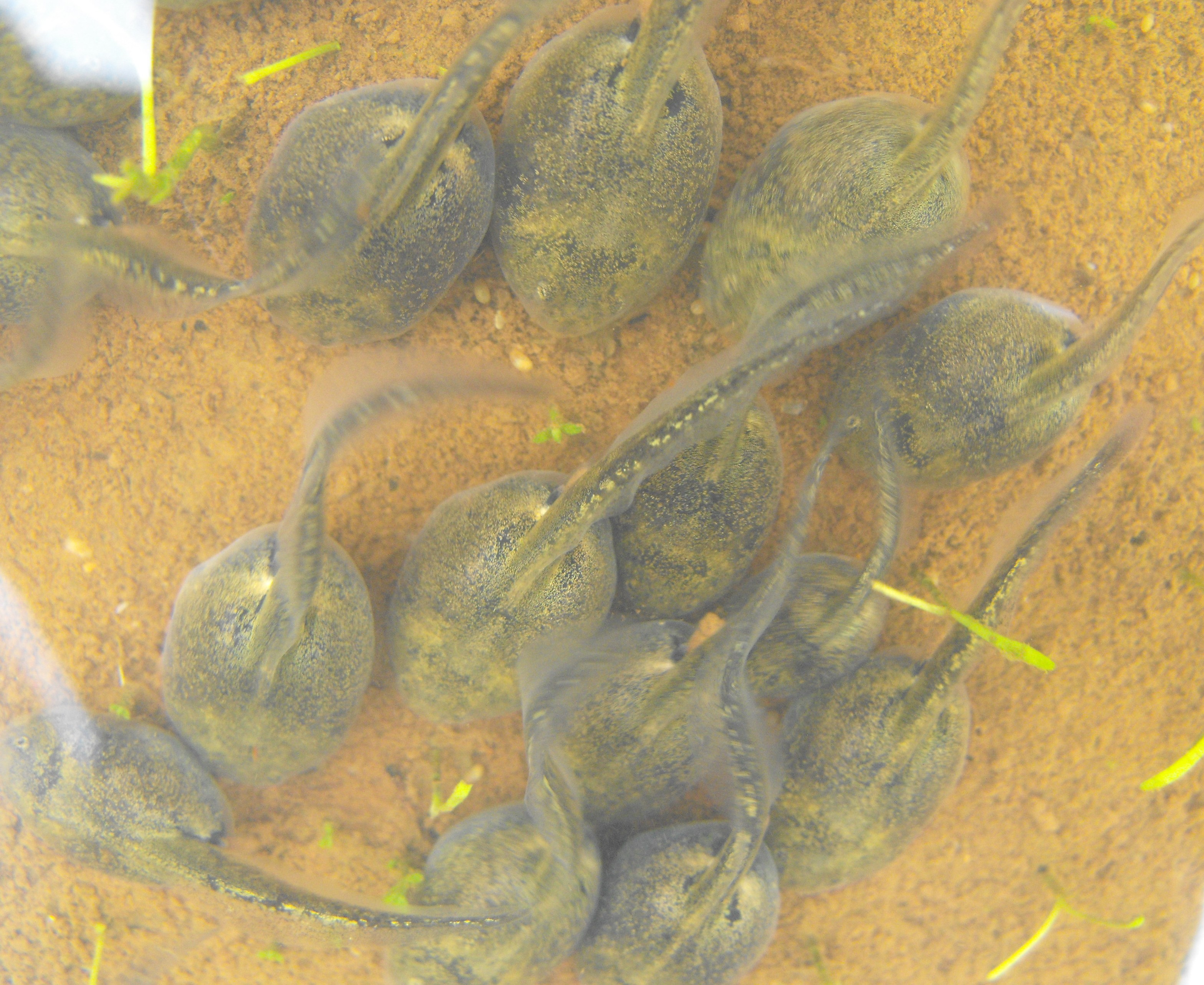
Головастики лопатонога